# جشمة داروئي (اسماعيلي كرمان)
جشمة داروئي (بالفارسية: چشمه داروئی) هي قرية تقع في إيران في منطقة إسماعيلي.